# Waterford Township
Waterford Township är en kommun i Oakland County i den amerikanska delstaten Michigans sydvästra del. Kommunen grundades 1834 av nybyggarna Archibald Phillips, Alpheus Williams och Oliver Williams.
Den breder sig ut över 91,4 kvadratkilometer (km2) stor yta och hade en folkmängd på 72 166 personer vid den nationella folkräkningen 2010.